# Después del armagedón
After Armageddon (Después del Armagedón) es un especial de The History Channel que muestra una descripción dada por especialistas acerca de cómo sería la vida en la Tierra después de una pandemia. 

## El documental
El documental muestra la vida de una familia estadounidense que sobrevive a una pandemia de influenza, de la cual —dado que se inicia como epidemia en un lugar muy lejano a su casa (Asia)— ellos no se preocupaban, pero que poco a poco se va extendiendo matando aun a más personas. Ello los obliga a salir de su ciudad, hacia una realidad muy diferente de la que conocían. 
- Datos: Q4690468